# South Creake
South Creake är en ort och civil parish i Storbritannien.   Den ligger i grevskapet Norfolk och riksdelen England, i den sydöstra delen av landet, 160 km norr om huvudstaden London. South Creake ligger 24 meter över havet och antalet invånare är 536.
Terrängen runt South Creake är huvudsakligen platt. South Creake ligger nere i en dal. Runt South Creake är det ganska tätbefolkat, med 104 invånare per kvadratkilometer. Närmaste större samhälle är Fakenham, 8,8 km sydost om South Creake. Trakten runt South Creake består till största delen av jordbruksmark.